# Afrikanerbond
A Afrikanerbond (ou Liga Africâner), estabelecida em 1994, é a sucessora da Afrikaner Broederbond, anteriormente uma sociedade secreta sul-africana. Ao contrário de sua predecessora, a membresia está aberta para qualquer maior de 18 anos que se identifique com a comunidade africâner. Os candidatos passam por um processo de seleção antes de terem sua filiação aceita. A existência da organização já não é mais secreta, já que agora tem seu próprio website.
Os presidentes do Afrikanerbond foram:
| Nome                | De   | Até  |
| ------------------- | ---- | ---- |
| de Beer, T.L.       | 1994 | 2000 |
| Venter, F.          | 2000 | 2004 |
| van Garderen, D.S.. | 2004 | 2007 |
| Theron, P.F.        | 2007 | 2010 |
| Vorster, P.J,       | 2010 | 2014 |
| Schoeman, J.G.      | 2014 | 2020 |
| Wiese, A.T.         | 2020 |      |